# Vitaliy Zakhartchenko
Vitaliy Youriovitch Zakhartchenko (en ukrainien : Захарченко Віталій Юрійович), né le 20 janvier 1963 à Kostiantynivka est un économiste et homme politique ukrainien.

## Biographie
Il fait des études à l'Académie du ministère de l'intérieur de Biélorussie en 1991 et commence comme policier à Donetsk.
Il est déchu de son grade de général.

## Parcours politique
Il devient ministre de l'Intérieur ukrainien du gouvernement Azarov II. Il est démis de ses fonctions par la Rada pour usage excessif de la violence par les policiers et de snipers contre les manifestants.